# 土井-長沼リフト
土井-長沼リフト（どい ながぬま リフト、英: Doi–Naganuma lifting）は、数学において楕円モジュラー形式から実二次体のヒルベルト・モジュラー形式への写像。日本の数学者土井公二と長沼英久にちなんで名づけられている。